# Annona sylvatica
Annona sylvatica, conhecida popularmente como araticum do mato, é uma árvore que, quando adulta, atinge o porte de 6–8 m de altura. Tem seu desenvolvimento bem rápido, chegando ao tamanho adulto entre quatro a cinco anos após a germinação.
Conhecida popularmente por Pinha, Ariticum (SC, PR e RS), Araticum, Embira,  araticum-cagão-macho (MG), cortiça-amarela, araticum-do-morro, araticum-grande, pasmada-do-mato (ES).
Nativa do Brasil (e endêmica), ocorre desde o Estado de Pernambuco até o Rio Grande do Sul, na faixa litorânea, e também nos Estados de Minas Gerais, Goiás e Mato Grosso do Sul.
Seus frutos são muito apreciados pelas aves, por roedores e também pelos humanos, embora contenha pouca polpa. A presença é bastante comum em floresta semidecídua de altitude de até 800 metros, a exemplo do que ocorre em algumas regiões de mata atlântica. Para produção de mudas, suas sementes devem ser colhidas de frutos completamente maduros, quando estiverem amarelos e macios. Devem ser despolpados em água corrente e posteriormente esfregados com areia visando facilitar a germinação.
As sementes, no solo, tem sua germinação em torno de 50 dias após a semeadura. A raiz é do tipo pivotante possuindo muitas radicelas e os cotilédones, são completamente expandidos, foliáceos, delgados e fotossintetizantes.

## Utilidade
O uso comercial da espécie é desconhecido, mas é bastante útil como espécie pioneira na recomposição de áreas degradadas, É bastante atrativa para a fauna, apesar de conter pouca quantidade de polpa quando comparada a outras espécies da família Annonaceae